# Franc Vodopivec (metalurg)
Franc Vodopivec, slovenski metalurg, * 8. oktober 1931, Rakitnik, † januar 2021
Vodopivec je študiral metalurgijo na ljubljanski Tehniški fakulteti in 1956 diplomiral. Od leta 1960 se je strokovno izpopolnjeval v Franciji in doktoriral 1962 na univerzi v Parizu. Po vrnitvi je postal vodja oddelka za metalografijo in pozneje za tehnologijo kovin na Metalurškem inštitutu (1991 preimenovanem v Inštitut za kovinske materiale in tehnologije) v Ljubljani, kjer je bil zaposlen skupaj dobrih 40 let, od 1991 je bil tudi njegov direktor (do upokojitve 1997). Na oddelku za metalurgijo FNT v Ljubljani je predaval od leta 1972 in bil tam 1987 habilitiran za rednega profesorja za fizikalno metalurgijo. Ukvarjal se je z metalografijo, vročo obdelavo jekel, elektronsko mikroanalizo, raziskoval je magnetizem zlitin. Pripravil je več deset raziskovalnih in razvojnih projektov za slovenska podjetja ter ekspertiz o havarijah na elektroenergetskih in industrijskih napravah. Od leta 1994 je bil glavni urednik revije Kovine, zlitine, tehnologije, od 2000 Materiali in tehnologije. Aktivno je sodeloval (sam ali s sodelavci) na strokovnih kongresih in simpozijih po Evropi in bil član raznih odborov v okviru železarstva. Bil je član uredniškega odbora revije   Metalurgija; soustanovitelj, od 1999 redni član in 2002–03  predsednik  Inženirske akademije Slovenije (IAS), član The World Innovation Forum, predsednik Slovenskega društva za materiale.
Diplomiral je 1956 na Univerzi v Ljubljani, se izpopolnjeval v Franciji in doktoriral 1962 na Univerzi v Parizu. Na nekdanjem Metalurškem inštitutu v Ljubljani, na katerem je služboval od 1956 do upokojitve 1996/7, je ustanovil  in vodil laboratorij  za  metalografijo, bil vodja oddelka za tehnologijo, v letih 1990-1996/7 je bil direktor Inštituta za kovinske materiale in tehnologije (IMT), kakor se je ta inštitut v tem času preimenoval. Leta 1972 je bil habilitiran za docenta, 1987 za rednega profesorja za fizikalno metalurgijo na Naravoslovnotehniški fakulteti v Ljubljani. Bil je ustanovitelj, idejni vodja in dolgoletni predsednik Slovenskega društva za materiale (SDM), od 1992 dolga leta tudi glavni urednik revije Kovine, zlitine, tehologije oz. (od 2000) Materiali in tehnologije, ki je pridobila znaten mednarodni ugled. V letih 1992-2002 je bil v dveh mandatih izvoljeni svetnik Državnega sveta Republike Slovenije, eden od ustanoviteljev, od 1999 redni član in 2002-03 tudi predsednik Inženirske akademije Slovenije (IAS).  
Poleg proučevanja lastnosti kovin in zlitin je bilo odmevno tudi njegovo delo na področjih kemije trdnega stanja, fizikalne metalurgije, metodologije metalografskih raziskav materialov in forenzičnih raziskav. Kot pobudnik mednarodnega sodelovanja je bil med organizatorji metalurških posvetov, ki po postali tradicionalni, zlasti z organizacijo prve mednarodne znanstvene konference leta 1959 v Portorožu (Colloque de Portorož) v sodelovanju z MPIE (Max-Planck-Institute for Steel Research), Düsseldorf, Nemčija in IRSID (Institut de recherche e la sidérurgie), Maizières-lès-Metz, Francija. Pozneje, v devetdesetih letih dvajsetega stoletja, se je po njegovi zaslugi vzpostavilo intenzivno sodelovanje z MPIE, ki traja še danes. Vodopivčeva glavna zasluga je, da je ta prerasla v mednarodno konferenco s širšim programom, ker je razvoj narekoval, da se tudi pri nas področje materialov razširi v raziskave in razvoj materialov, ki s kovinami in zlitinami konkurirajo pri določenih namenih in okoljih uporabe in uporabljajo podobne raziskovalne naprave in metodologije eksperimentalnega dela.  
Objavil je 162 znanstvenih člankov, 62 razvojnih in strokovnih člankov v domačih in tujih revijah, kakor tudi 75 člankov o raziskovalni in tehnološki politiki pri nas ter imel 172 prispevkov na nacionalnih in mednarodnih konferencah, pripravil več 10 raziskovalnih in razvojnih projektov za slovenska podjetja ter ekspertiz o havarijah na elektroenergetskih in industrijskih napravah. Napisal je knjigo Kovine in zlitine: kristalna zgradba, mikrostruktura, procesi, sestava in lastnosti (2002).  
Prejel je nagrado Kidričevega sklada (1977), Kidričevo nagrado za delo Mikrostrukturni procesi in reakcije pred in med vročim preoblikovanjem jekel (1984), Zoisovo nagrado za življenjsko delo na področju proučevanja lastnosti kovin in zlitin (2003), Nagrado Cirila Rekarja za življenjsko delo ob 70-letnici IMT (2017) in nazadnje še (kot prvi prejemnik sploh) tudi Puhovo nagrado za življenjsko delo (2018).